# یونیون (نبراسکا)
یونیون(به انگلیسی: Union) شهری در ایالت نبراسکا کشور ایالات متحده آمریکا است که جمعیت آن در سرشماری سال ۲۰۱۰ میلادی، ۲۳۳ نفر بوده‌است.